# Cheat Engine
Cheat Engine，一般簡稱CE，是一個專有的看源軟體，作者為Eric ("Dark Byte")，功能包括：記憶體掃描、十六進制編輯器、除錯工具，供Windows和Mac作業系統運行。Cheat Engine最常在電腦遊戲中當做遊戲外掛，有時會更新以避免被其他軟體檢測到。這個程式類似於L. Spiro的 "Memory Hacking Software"、TSearch、以及ArtMoney。透過Cheat Engine，使用者可以查找與修改電腦的記憶體。

## 特色
Cheat Engine可以查詢與修改程式經過反汇编後的記憶體。透過修改記憶體，使用者可以在遊戲裡獲得一些好處，例如無限的生命值、時間或彈藥。它還包含一些Direct3D的工具讓你可以透視牆壁，在一些高級選項裡還可以替你移動滑鼠，這功能可以用來製作aimbot。不過Cheat Engine主要使用在單人遊戲，在多人遊戲方面並不鼓勵。
Cheat Engine可以將代碼注入其他進程，因此大多數的防毒軟體會將它誤認為病毒。有一些版本可以避免這個問題，但許多功能會因此無法使用。產生這個問題的主要原因是因為Cheat Engine使用了一些與特洛伊木馬相同的rootkits以取得部分系統的權限，除非停用防毒軟體的啟發式掃描，否則將被視為可疑的程序。新版的Cheat Engine已漸漸不易被防毒軟體所阻擋，像是代碼注入的一些功能也能運作無誤。
6.1版的Cheat Engine可以製作專屬的遊戲外掛程式——Trainer，並可輸出成執行檔。不過透過CEtrainer製成的trainer一般來說大小都很大。一些製作Trainer的團體會將成品做為"最終"版本發布在網路上。因為用Cheat Engine做Trainer的容易性，一些熱門網站甚至以CE的Trainer為討論主題。不過CEtrainer自6.1版以來就沒有再更新，而是強調用Lua來製作trainer。

## 實現方式
Cheat Engine有兩個分支，Cheat Engine Delphi 和 Cheat Engine Lazarus。Cheat Engine Delphi主要提供給32位元的Windows XP。Cheat Engine Lazarus設計給32與64位元的Windows 7。除了內核模塊以外，Cheat Engine以Object Pascal所寫成。
在Cheat Engine裡，dbk32.dll這個動態連結資料庫負責加載和初始化Cheat Engine的裝置驅動程序以及調用替代Windows內核功能。因為Lazarus裡關於例外處理有一個編程的錯誤，Cheat Engine Lazarus取消使用dbk32.dll，並且將驅動程序合併在主程式裡。
內核模塊可以用來設置硬件斷點，並且可避開在Ring 3當中hook過的API，一些Ring 1的API也可避開。該模塊被編譯在Windows裡的驅動程序開發工具包，以C語言寫成。
Cheat Engine也提供插件的架構給不想分享源代碼的人，不過Cheat Engine引入插件的主要目的是成為一個通用共享的作弊工具，所以它們更常用於遊戲中的特定功能。這些插件可以自Cheat Engine的官網與相關網站取得。
因為DBVM此一虛擬機允許自使用者模式訪問內核空間，所以在Windows Vista與後期版本的Windows x64裡使用DBVM之後，Cheat Engine Lazarus也可以載入它的無號64位元裝置驅動程序。DBVM被用於分配非分頁內存、內核模式、手動執行可執行的影像、在DriverEntry（页面存档备份，存于）裡創造系統線程。然而，因為DriverEntry裡的參數沒有實際效果，所以驅動程序必須特別為DBVM再做修改。

## 表單
"作弊表單"是Cheat Engine的一種檔案格式，它儲存了位址、包括Lua在內的腳本、以及代碼位置，通常以.CT為副檔名。Cheat Engine的使用者可以透過它與其他人分享他們的位址和代碼位置。
作弊表單使用簡易，只需透過Cheat Engine打開表單，然後啟用/勾選已經存檔好的作弊檔案即可。由於保存與分享的容易，網路上一個龐大的Cheat Engine Forums已經形成。許多熱門的作弊表單會放在Cheat Engine官網上的專屬區域裡。除了簡單的內存位址之外，作弊表單可以包含Lua腳本語言來擴充更多功能。所有Cheat Engine的行為都可以腳本化，甚至可以訂製對話框以便跟腳本互動。

## 外部連結
- 官方網站（页面存档备份，存于）
- 官方社群網站（页面存档备份，存于） 又稱Cheat Engine Forums. (CEF)
- 官方維基（页面存档备份，存于）
- 源代码（页面存档备份，存于）